# Begunec
Begunec je oseba, ki (z)beži z doma pred nevarnostjo, preganjanjem ali neprijetnostmi zaradi vojnih, političnih, religioznih ali rasnih razlogov.

## Status begunca
V skladu s Konvencijo o statusu beguncev, sprejeto na Diplomatski konferenci Združenih narodov o statusu beguncev in oseb brez državljanstva 28. 7. 1951, je status begunca lahko priznan osebi, ki se »zaradi utemeljenega suma pred preganjanjem, osnovanem na rasi, veri, narodni pripadnosti, pripadnosti določeni družbeni skupini ali določenemu političnemu prepričanju, nahaja izven države, katere državljan je, in ne more, ali zaradi takšnega strahu noče uživati varstva te države, ali osebo, ki nima državljanstva, in se nahaja izven države, kjer je imela običajno prebivališče, pa se zaradi takšnih dogodkov ne more ali noče zaradi omenjenega strahu vrniti v to državo« (Konvencija o statusu beguncev).
Konvencija o statusu beguncev iz leta 1951 je ključni dokument mednarodne zaščite beguncev. Opozarja, da sta pri reševanju tega pojava potrebna mednarodno sodelovanje in prevzemanje odgovornosti vseh držav. Protokol iz leta 1967 je razširil njen namen ter odstranil geografske in časovne omejitve. Tako je konvencija postala univerzalni instrument zaščite, v času, ko se je begunstvo začelo pojavljati po vsem svetu (Temeljni dokument UNCHR).
Republika Slovenija je kot podpisnica Ženevske konvencije in članica EU dolžna nuditi mednarodno zaščito tistim posameznikom, ki zaščite niso deležni v državi njihovega državljanstva oziroma stalnega prebivališča (izvorne države). Te države ne morejo ali nočejo izvajati zakonov ali pa ne spoštujejo mednarodnih konvencij, ki so jih podpisale. Za mednarodno zaščito ali azil lahko zaprosi tudi tujec ali oseba brez državljanstva, ki meni, da je v matični državi sistematično preganjan, zaradi svojega političnega prepričanja ali zaradi svoje verske, rasne, narodnostne ali etnične pripadnosti. Prav tako lahko za mednarodno zaščito zaprosi, kdor meni, da bi bila ob vrnitvi v matično državo ogrožena njegovo življenje ali svoboda oziroma bi bil lahko izpostavljen mučenju ali nečloveškemu ravnanju ali kaznovanju. O prošnji odloči pristojni organ, to je Sektor za statusne zadeve Ministrstva za notranje zadeve (Mednarodna zaščita (azil)).
V Sloveniji poznamo dva statusa mednarodne zaščite (t. i. azil), in sicer status begunca in subsidiarno zaščito. Status begunca se prizna osebi, ki utemeljeno in verodostojno izkaže, da je v matični državi ogrožen zaradi rase, vere, narodnosti, političnega prepričanja ali pripadnosti posebni družbeni skupini. Subsidiarna zaščita pa se prizna osebi, ki ne izpolnjuje pogojev za priznanje statusa begunca, vendar izkaže utemeljene in verodostojne razloge, da bi ji bila ob vrnitvi v matično državo povzročena resna škoda, ki zajema smrtno kazen ali usmrtitev, mučenje ali nehumano ali poniževalno ravnanje ali kazen prosilca v izvorni državi ter zaradi resne in individualne grožnje za življenje ali svobodo prosilca zaradi samovoljnega nasilja v situacijah mednarodnega ali notranjega oboroženega spopada (Azil, mednarodna zaščita Arhivirano 2015-12-08 na Wayback Machine.)
Leta 2014 je bilo v Sloveniji vloženih 385 prošenj za mednarodno zaščito, status mednarodne zaščite pa je bil priznan 44 osebam (Statistika, Prošnje za mednarodno zaščito v Republiki Sloveniji Arhivirano 2015-12-08 na Wayback Machine.).

## Begunci po svetu
V okviru Organizacije združenih narodov se s problemi beguncev ukvarja UNHCR (Visoki komisariat Združenih narodov za begunce). Po podatkih UNHCR je bilo leta 1991 po vsem svetu okoli 17 milijonov beguncev, k tem številu pa treba prišteti prav toliko migrantov. Begunci so stalnica v evropski zgodovini. V letih 1890-1919 je pred Turki zbežalo okoli milijon Armencev, po letu 1917 je okoli 1,5 milijona Rusov zbežalo v zahodnoevropske države. Po drugi svetovni vojni je bilo okoli 15 milijonov Nemcev izgnanih z nekdanjih nemških območij na vzhodu in jugovzhodu Evrope. Okoli pol milijona Karelijcev je konec 2. svetovne vojne pred sovjetsko
zasedbo zbežalo na Finsko. Iz Madžarske je po spodleteli vstaji leta 1956 v Avstrijo prebegnilo okoli 160.000 oseb. 1992–1995 je so valove beguncev povzročili vojni spopadi na tleh nekdanje Jugoslavije (700.000).

## Slovenski begunci
Množično so Slovenci bežali na težje dostopne lokacije ali gradišča pred turškimi roparskimi pohodi v 15. in 16. stoletju (Josip Lavtižar, Junaška doba Slovencev (1935/36). Najbolj znani begunec iz verskih razlogov je bil Primož Trubar. Vojaški begunci (beguni, ubežniki, uhajači, dezerterji, flihtlingarji), ki so se želeli izogniti dolgi vojaški službi, so znani iz časov pred francosko okupacijo, ko so šli med rokovnjače. Veliko jih je bilo med 1825 do 1843, 1853 pa jih je vojska razgnala. Med prvo svetovno vojno so s fronte pobegli skrivači sestavljali zeleni kader. Goriški Slovenci z območja soške fronte so bili prisiljeni v begunstvo med letoma 1916 in 1919 (skupaj z Italijani in Furlani 80.000); zavetje so dobili na Slovenskem ali pa so jih nastanili v taborišča v Avstriji, na Češkem in po Italiji (vse do Sicilije). Travmatično je bilo begunsko obdobje 1945–1949, ko so mnogi Slovenci v strahu pred komunizmom in njegovim nasiljem bežali na Koroško in v Italijo (okoli 12.000), od tam pa so se razselili po svetu, predvsem v Argentino (okoli 6.000 do 7.000).
Od beguncev je treba ločiti izseljence (emigrante), zdomce in izgnance kakor tudi beg možganov. Izraz pregnanec se običajno uporablja kot sinonim beguncu. Beguncem sorodni pojav so istrski ter dalmatinski esuli in optanti.

## Begunci v filmu
- Jani Kavčič, Begunci, 1973
- Begunci, Werner Bros., 1993

## Begunci v slovenski književnosti
- Anton Koder, Viženčar, 1881
- Fran Detela, Malo življenje, 1882
- Minka Krejan, Begunci, 1979

Begunci iz Posočja
- Josip Vandot, Begunci (Edinost 1916)
- Fran Tratnik in Alojz Gradnik: Begunci, 1917
- Alojzij Res, Ob Soči: Vtisi in občutja: Iz mojega dnevnika, 1916, 1917, 1993, 2004
- Alojz Gradnik, Novo leto starega begunca, Molitev beguncev, Pesmi starega begunca
- France Bevk, Begunec (v: Faraon, 1922; Zlo, ki se mu reče vojna, 2014)
- Fran Detela, Begunka: Drama v treh dejanjih, 1921 (Slovenske večernice, 74)
- Ljudmila Poljanec, Pot k domu, 1923
- Anton Lajovic, Begunka pri zibeli. Dva samospeva, 1932 dLib
- Stanko Bensa, Od Soče do Mure: Pot istrskih in primorskih beguncev, 2011
- Alojzij Res,  Ob Soči: Pričevanja iz življenja beguncev s soške fronte, 2004
- Vili Prinčič, Pregnani: Prva svetovna vojna: Pričevanja goriških beguncev, Trst, 1996
- Bojan Pavletič, Devet velikih jokov, 2008

Begunci 1945–1949
- Marjan Štravs, Izbrane pesmi, 1949; Pesmi iz davnine: Poletje 1945-1949
- S. J. Koren, Begunka, Buenos Aires [1955]
- Marta Kmet (Marija Krejan), Begunci: Roman, 1979
- Ludovik Ceglar, Slemeniški župnik, 1–2, 1985, 1986
- Marko Kremžar, Leto brez sonca, 2002 (spmini)
- Anton Žakelj, Beg v neznano: Zapiski 1945–1949, 2008
- Rudi Mlinar, Ko ni cvetela ajda, 2013

Begunci 1992–1996
- Janja Vidmar, Princeska z napako, 1998
- Vitan Mal, Žardna in Četrtek, 2006
- Alenka Klopčič, Pisma dveh deklet: Ema in Samira, 2011
- Janja Vidmar in Boris Grivić, Tretja možnost, 2013
- Simona Lečnik, Slovenština in jaz, 2013
- Andrej Skubic, Igre brez meja, 2015

Drugo
- Joža Vovk, Begunec, 1955
- Ivan Dobnik, Begunca s Kiwija: Radijska igra za odrasle, 1996
- Milan Mandeljc, Ne hodite k njim, bedaki! ali Dan, ko dama Evropa pogleda v ogledalo, Pisarije nekega Mandeljca 31. okt. 2015

Literarna zgodovina o begunski literaturi
- Marjeta Žebovec, Vojaki, družine, begunci: Dramatika o prvi svetovni vojni, 2014
- Andrej Leben, Slowenische Exilliteratur der Jahre 1945-1949 in Kärnten, 2011
- Janja Žitnik Serafin, Begunska izkušnja slovenskih zdomskih književnikov, 2007